# Баллей
Баллей (нім. Ballei, в Середньовіччя зустрічалися також Balliva, Ballia) — територіальні володіння, що належали лицарським орденам (тамплієрам, Іоаннітам, Тевтонському ордену та іншим). Управлінням у баллеях займався комтур баллея (у Тевтонському ордені — ландкомтур). Баллей містив у собі кілька комтурств.